# Usclades-et-Rieutord
Usclades-et-Rieutord là một xã ở tỉnh Ardèche, vùng Auvergne-Rhône-Alpes ở đông nam nước Pháp.